# 氧氟沙星
氧氟沙星也称氟嗪酸，商品名常为泰利必妥（Tarivid），是一种人工合成、广谱抗菌的第三代喹诺酮类（氟喹诺酮）抗菌活性的抗生素。
氧氟沙星合成于1982年，口服易吸收，快而完全，血药浓度高而持久，药物体内分布广。

## 应用
此抗生素適合做為最後一線用藥，基於避免抗生素濫用導致抗藥超级细菌問題，及此藥副作用等考量，應交由醫師處方，小心使用。
- 呼吸道感染：肺炎、急慢性支气管炎
- 尿路感染
- 肠道感染
- 骨和关节感染
- 耳鼻喉和眼感染
- 皮肤和软组织感染

## 不良反应
不良反应為導致肌腱破裂，有胃肠道刺激，禁用于对本药物过敏患者，禁用于孕妇哺乳期妇女和青春期儿童。

## 抗菌谱
氧氟沙星为高效广谱抗菌药，对革兰氏阳性菌（包括甲氧西林耐药金黄色葡萄球菌在内）和革兰氏阴性菌（包括绿脓杆菌）均有较强作用，对肺炎支原体、奈瑟菌、厌氧菌和结核杆菌也有一定活性。